# Finale (Pollina)
Finale is een plaats (frazione) in de Italiaanse gemeente Pollina.